# Ogurja Ada

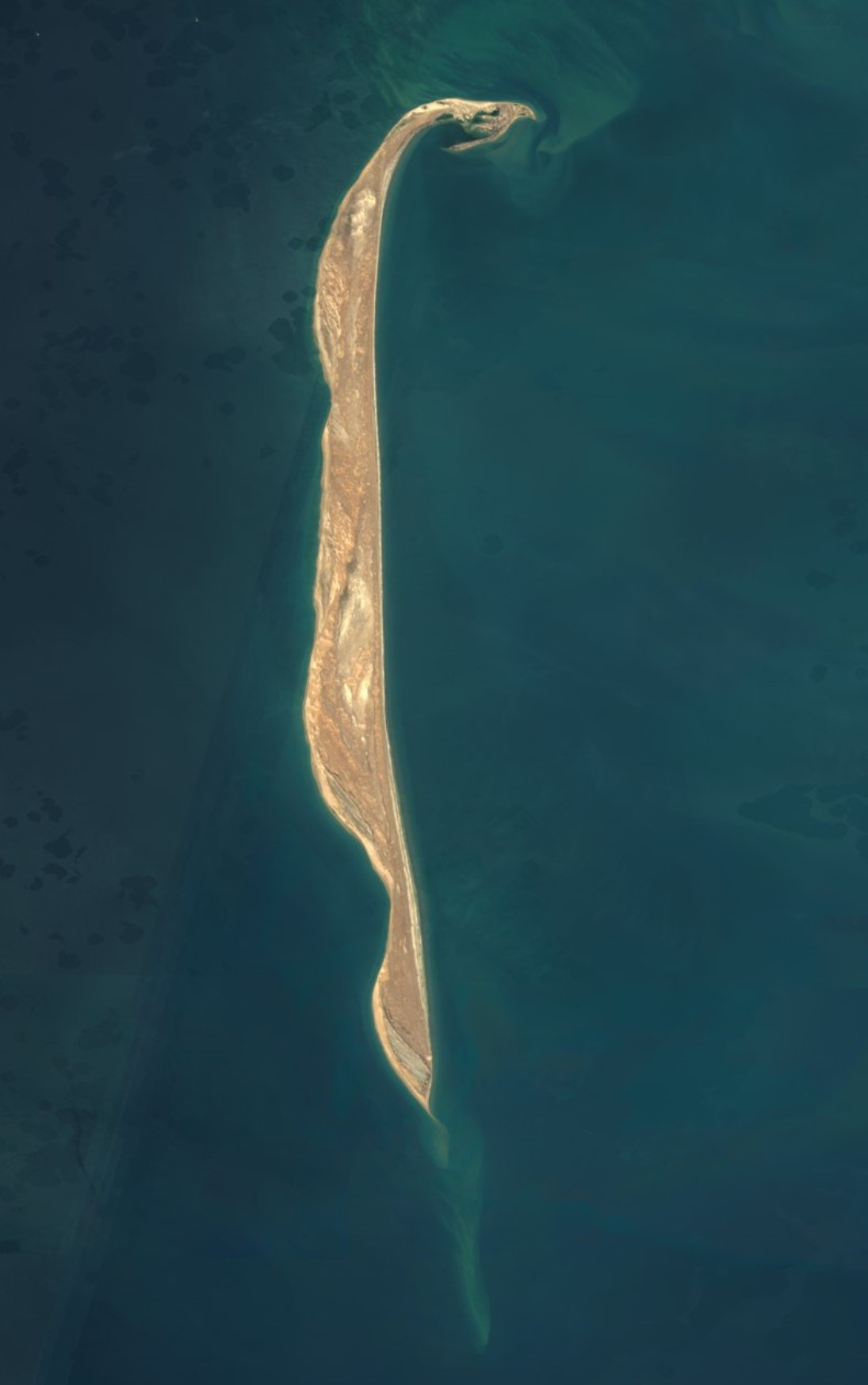

Ogurja Ada (ibland stavat "Ogurga") är den största ön i Turkmenistan och den längsta i Kaspiska havet. Ön är också känd under sitt ryska namn Ostrov Ogurchinskiy.
Ogurja ligger i sydöstra delen av Kaspiska havet. Ön är väldigt långsmal, med en längd på omkring 47 km och en maximal bredd på 3 km. På ön finns sanddyner, som mestadels täcks av gräs och buskar.
Ön har inga permanenta invånare på grund av bristen av sötvatten. Mellan 1400-talet och 1600-talet var Ogurja ett tillhåll för pirater.